# 키르기스스탄 요리

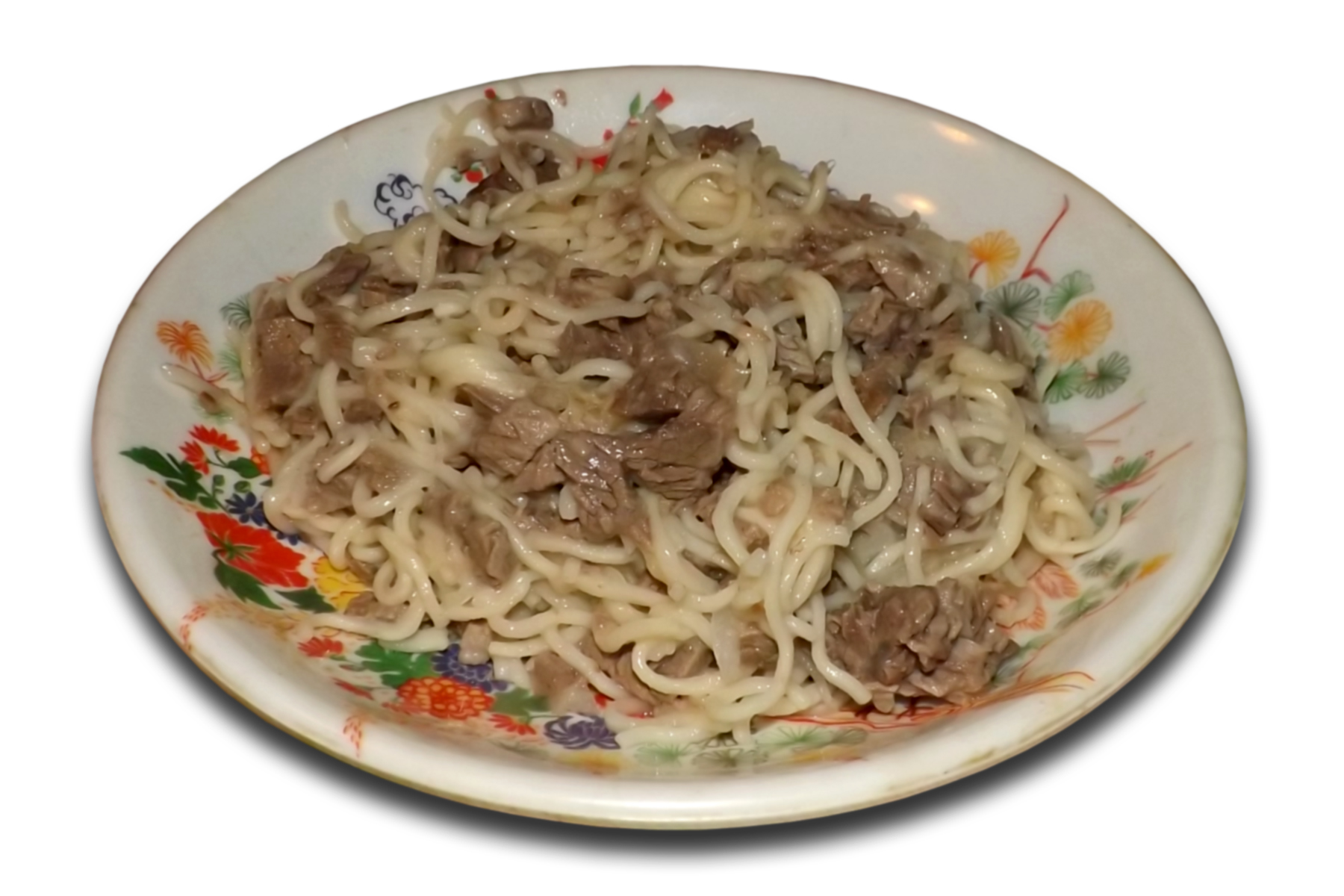
베슈바르마크

키르기스스탄 요리(Kyrgyzstan 料理, 키르기스어: Кыргыз ашканасы 크르그즈 아슈카나스)는 중앙아시아에 있는 키르기스스탄의 요리이다.
전통적인 키르기스스탄 음식은 양고기, 쇠고기 및 말고기뿐만 아니라 다양한 유제품을 포함한다.

## 육류
가장 인기있는 육류 중에는 말고기 소시지 (카즈 또는 추추크), 구운 양의 간, 베슈바르마크 (얇은 국수로 삶은 갈가리 찢긴 고기가 들어있는 음식) 및 말고기로 만든 다양한 진미가 있다. 

## 같이 보기
- 중앙아시아 요리